# 어휘기능문법
어휘기능문법 (Lexical Functional Grammar, LFG) 은 이론언어학의 이론 틀 중 하나로, 그 이론적 지향에 따라 생성문법과 구구조문법의 한 유형으로 분류된다. 이 이론은 1970년대에 조안 브레즈넌과 로널드 카플란이 처음 주창한 것으로, 변형문법의 이론적 지향에 대한 반발로 시작되었다. 어휘기능문법 학파의 연구는 대체로 통사론에 집중되어 있으며, 형태론과 의미론에도 얼마간 관심을 기울인다. 어휘기능문법을 기반으로 한 음운론 연구는 거의 존재하지 않는다.
어휘기능문법의 핵심 목표는 이론언어학적으로 타당한 설명력을 가지면서 동시에 컴퓨터언어학에도 적용할 수 있는 형식적 엄밀함을 갖추는 것이다. 그러한 노력의 결과 어휘기능문법은 AppTek의 TranSphere나 Julietta Research Group의 Lekta 등의 기계번역 소프트웨어에도 응용되었다.

## 어휘기능문법의 통사 분석
어휘기능문법은 언어를 여러 층위의 구조가 협력하여 이루어지는 복합체로 바라본다. 각각의 층위들은 독자적인 규칙, 개념, 형식을 갖는 구별되는 구조들이다. 어휘기능문법에서 상정하는 주된 구조들은 다음과 같다.
- 문법 기능 표상(f-구조)
- 통사 성분 표상(c-구조)

예를 들어 The old woman eats the falafel라는 문장이 있다면, 이 문장의 c-구조는 먼저 명사구(NP)와 동사구(VP)로 분석된다. 동사구(VP)는 다시 동사(V)와 다른 명사구(NP)로 분석된다. 명사구는 다시 하위 구조로 분석될 수 있다. 분석의 종단 교점에 단어가 삽입됨으로써 문장의 c-구조가 완성된다. 한편 이 문장의 f-구조를 분석하면 문장이 속성(attributes)들, 즉 수, 시제 등의 자질과 주어, 서술어, 목적어 등의 기능 단위로 이루어져 있는 것으로 바라보게 된다.
그 외에 어휘기능문법에서 가정하고 있는 구조들은 다음과 같다.
- 논항 구조 (a-구조): 서술어의 논항의 수와 논항들의 어휘의미론적 속성들을 표상하는 층위.
- 의미 구조 (s-구조): 구와 문장의 의미를 표상하는 층위.
- 정보 구조 (i-구조)
- 형태 구조 (m-구조)
- 음운 구조 (p-구조)

이 모든 구조들은 상호 제약적인 것으로 간주된다.

## 촘스키주의 통사론과의 차이점
촘스키주의 언어 이론에서는, 성분 구조 표상의 단계들이 변형이라는 절차를 통해 순차적으로 도출되는 것으로 간주하는데, 어휘기능문법에서는 이를 인정하지 않는다. 어휘기능문법은 특히 비형상적 언어의 분석에서 많은 업적을 거두었는데, 이는 비형상적 언어들이 영어와 같은 형상적 언어에 비해 구조와 기능의 관계가 상대적으로 덜 직접적이기 때문이다. 어휘기능문법의 지지자들은 이 점을 들어 어휘기능문법이 변형문법보다 더 정합적인 보편문법 이론이 될 수 있다고 주장한다.
어휘기능문법의 또 다른 특징은 피동화와 같은 문법기능 교체 절차를 어휘적인 것으로 바라본다는 것이다. 즉 어휘기능문법은 능동-피동의 관계를 두 가지 동사 유형의 관계로 바라보지, 두 가지의 수형(tree)의 관계로 바라보지 않는다. 능동사와 피동사는 둘 다 어휘부에 함께 등재되어 있으며, 사태참여자에게 각각 다른 문법 기능을 부여한다.
어휘기능문법은 통사 구조를 설명하는 데에 변형과 같은 개념을 사용하지 않으며, 그 대신 어휘부에서의 생산적 과정을 중시하고, 성분구조와 기능구조를 분리하는 것으로 문법의 설명력을 확보한다. 예를 들어 What did you see?라는 문장을 분석한다고 하면, 변형문법에서는 what을 see의 목적어로 보아, "심층 구조"에서는 what이 see 뒷자리(평범한 목적어 자리)에 있다가 다른 곳으로 이동해 나간다고 설명한다. 어휘기능문법에서는 what이 두 가지 기능을 가진다고 설명한다. 하나는 의문초점이고 다른 하나는 목적어이다. 영어에서 what은 의문초점의 자리를 차지하며, 언어가 부여하는 제약에 따라 목적어라는 기능을 동시에 수행한다.

## 현재의 연구 동향
어휘기능문법은 1990년대 이후 컴퓨터언어학과 여타 언어학 이론의 발전에 많은 영향을 받았다. 특히 최적성 이론, 데이터 지향 파싱, 선형논리 등이 어휘기능문법에 많은 영향을 준 인접 분야로 꼽힐 수 있다.

### 최적 통사론(Optimal Syntax, OT-LFG)
최적 통사론은 최적성 이론의 개념을 통사론에 받아들여, 후보 생성, 제약 위계, 서로 경쟁하는 위배 가능한 보편적 제약 등의 개념을 어휘기능문법적 통사 분석에 활용하는 연구이다. 1990년대 후반부터 연구되기 시작하였다.

### 확률론적 어휘기능분석(DOP-LFG)
확률론적 어휘기능분석은 데이터 지향 파싱(DOP)의 방법론을 어휘기능문법에 적용한 연구이다. 이 연구 모형에서는 말뭉치를 어휘기능문법에서 상정하고 있는 개념들로 분석하고, 분석 결과를 다시 문법 이론에 반영하게 된다.

### 접착 의미론(Glue Semantics)
접착 의미론은 통사론과 의미론의 접면을 연구하기 위해 제안된 의미론의 이론이다. 이 이론에서 의미합성은 의미구성자(meaning constructor)라 불리는 이론적 구성물에 의해 제약된다.

## 같이 보기
- 핵중심구구조문법
- 관계문법

## 참고 문헌
- Bresnan, Joan (2001). Lexical Functional Syntax. Blackwell. ISBN 0-631-20973-5
- Dalrymple, Mary (2001). Lexical Functional Grammar. No. 42 in Syntax and Semantics Series. New York: Academic Press. ISBN 0-12-613534-7
- Falk, Yehuda N. (2001). Lexical-Functional Grammar: An Introduction to Parallel Constraint-Based Syntax. CSLI. ISBN 1-57586-341-3